# Ricardo Alós Bailach
Ricardo Alós Bailach   (Montcada, 11 d'octubre de 1931 - 14 de gener de 2024) va ser un futbolista valencià que jugava com a davanter. Va ser el màxim golejador de la primera divisió espanyola en la temporada 1957-58, quan militava a les files del València CF.

## Trajectòria
Després d'iniciar la seva carrera en equips de la seva localitat, va passar a les files del València Mestalla. La temporada 1956-57 va ser cedit l'Sporting de Gijón de la segona divisió. Ricardo va contribuir a aconseguir l'ascens amb 46 gols, sent el màxim golejador de la categoria. Això li va permetre tornar a València CF en la següent campanya, on va seguir amb la seva ratxa golejadora.
El seu debut a primera divisió es va produir el 15 de setembre de 1957, en un partit davant la UD Las Palmas, en què va marcar 2 gols. En total, va sumar 19 gols al llarg del campionat i va compartir, amb Alfredo Di Stéfano i Manuel Badenes, el Trofeu Pitxitxi com a màxim golejador de la lliga.
Malgrat la seva gran campanya, en les següents temporades va tenir un paper secundari en l'equip. En dos anys només va ser alineat en dotze partits de lliga en els quals va marcar 5 gols, per la qual cosa el 1960 va decidir abandonar el club i fitxar pel Real Murcia CF de segona divisió. Va acabar la seva carrera a l'Ontinyent CF.

## Palmarès
- 1 Trofeu Pitxitxi: 1957/58